# Barentsia laxa
Barentsia laxa är en bägardjursart som beskrevs av James Barrie Kirkpatrick 1890. Barentsia laxa ingår i släktet Barentsia och familjen Barentsiidae. Inga underarter finns listade i Catalogue of Life.